# Gare de Viviers-sur-Chiers
La gare de Viviers-sur-Chiers est une gare ferroviaire française de la ligne de Longuyon à Mont-Saint-Martin (vers Athus), située sur le territoire de la commune de Viviers-sur-Chiers dans le département de Meurthe-et-Moselle en région Lorraine.
C'était une halte voyageurs située au passage à niveau de la rue de la Gare.

## Situation ferroviaire
Établie à 225 mètres d'altitude, la gare de Viviers-sur-Chiers est située au point kilométrique (PK) 241,531 de la ligne de Longuyon à Mont-Saint-Martin (vers Athus), entre les gares de Longuyon et de La Roche-sous-Montigny.

## Histoire
La halte de Viviers-sur-Chiers est mise en service après l'ouverture de la ligne, vers 1864.
Le bâtiment est détruit en décembre 2014, 150 ans après son ouverture.

## Service des voyageurs
Halte voyageurs fermée dans les années 1970-1980.